# Paroedura stellata
Espèce
Paroedura stellata est une espèce de geckos de la famille des Gekkonidae.

## Répartition
Cette espèce est endémique de Mayotte.

## Publication originale
- Hawlitschek & Glaw, 2012 : The complex colonization history of nocturnal geckos (Paroedura) in the Comoros Archipelago. Zoologica Scripta, vol. 42, no 2, p. 135–150.